# 大里索诺
大里索诺（英語：Sono Osato，1919年8月29日—2018年12月26日）是一名美籍日裔女性芭蕾舞者和演员。 她因在知名芭蕾舞表演团体蒙特卡洛俄罗斯芭蕾舞团和美国芭蕾舞剧院演出而享誉国际；同时她也因出演由弗兰克·西纳特拉主演的电影《强盗之吻》而成为知名女演员。

## 早年生活
大里索诺于1919年8月29日出生在美国内布拉斯加州的奥马哈。 她的父亲大里正志（Shoji Osato）是日本人，而她的母亲弗兰西斯·菲茨帕特里克（Frances Fitzpatrick）则是爱尔兰与法国裔加拿大人混血。大里索诺是这个混血家庭里三个孩子的最大一个。 大里索诺全家在1925年搬迁到芝加哥附近，以便接近弗兰西斯·菲茨帕特里克的家庭，而大里正志在那开设了一家照相馆。
1927年，在大里索诺8岁的时候，她的母亲带着她和她的妹妹在欧洲居住了两年。当她们在蒙特卡洛的时候，她们观看了由俄派芭蕾创始人谢尔盖·达基列夫所编排的芭蕾舞剧《埃及艳后》。这启发了大里索诺走上芭蕾舞者的道路，并在其1929年返回芝加哥后即开始学习芭蕾舞。 大里索诺师承著名芭蕾舞艺术家贝纳妮丝·霍尔姆（Berenice Holme）和阿道夫·波林。

## 个人境况
大里索诺于1943年与房地产开发商维克多·艾尔迈尔结婚，婚后两人育有2个儿子。 维克多·艾尔迈尔在2014年11月去世，享年95岁。
2018年12月26日，大里索诺被发现死于其位于纽约市曼哈顿的住宅内。随后，她的两名儿子确认了其死讯。
大里索诺也是装置艺术家大里索诺的姨妈，两人拥有同样的名字。